# Обичів
Оби́чів — село в Україні, у Малодівицькій селищній громаді Прилуцького району Чернігівської області. Населення становить 410 осіб.

## Історія
У деяких переказах згадується три доньки і третій теж дісталося село. Третя донька була негарна і ніхто не брав її заміж. Батько повідав, що не пошкодує великого приданого за неї тому, хто одружиться з дочкою, промовляючи: «Хай буде аби чия». Так по легенді з'явилася назва села Обичів. Існують ще легенди змінних форм, зміст яких близький.
Найдавніше знаходження на мапах — кінець 18 сторіччя.
Станом на 1800 рік в селі Обечів проживало 580 податкових душ.
У 1862 році в селі володарському казеному та козачому Оби́чів була церква, поштова станція та 205 дворів, де жило 1033 особи
У 1911 році в селі Оби́чів була Михайлівська церква , земська школа та жило 1959 осіб
05.02.1965 Указом Президії Верховної Ради Української РСР передано сільради Ічнянського району: Обичівську та Ряшківську — до складу Прилуцького району.
До 2017 року було центром Обичівської сільської ради.

## Політика

### Парламентські вибори, 2019
На позачергових парламентських виборах 2019 року у селі функціонувала окрема виборча дільниця № 740622, розташована у приміщенні школи.
Результати
- зареєстрований 391 виборець, явка 65,22%, найбільше голосів віддано за Всеукраїнське об'єднання «Батьківщина» — 39,29%, за «Слугу народу» — 23,02%, за Радикальну партію Олега Ляшка — 9,92%[8]. В одномандатному окрузі найбільше голосів отримав Сергій Коровченко (самовисування) — 40,08%, за Бориса Приходька (самовисування) — 25,10%, за Артема Рожка (Аграрна партія України) — 12,55%[9].

## Населення

### Мова
Розподіл населення за рідною мовою за даними перепису 2001 року:
| Мова       | Кількість | Відсоток |
| ---------- | --------- | -------- |
| українська | 602       | 97.57%   |
| російська  | 13        | 2.11%    |
| румунська  | 2         | 0.32%    |
| Усього     | 617       | 100%     |

## Особистості
- Корнилій Нельговський. — настоятель Обичівського храму, батько відомого петербурзького співака, сотника Лохвицької сотні Василя Нельговського.
- Володимир Давиденко. — (*23.05.1934,с. Обичів Прилуцького району Чернігівської області — 21.11.1994, м. Сокиряни Чернівецької області). — геолог, композитор, художник. Заслужений працівник культури України (1973).
- Пасивенко Володимир Іванович — лауреат Шевченківської премії 1998 року.
- Сірополко Степан Онисимович  — український громадський діяч, педагог і бібліолог.